# دوري كرة القدم الغربي 1967–68
دوري كرة القدم الغربي 1967–68 (بالإنجليزية: 1967–68 Western Football League)‏ هو موسم من دوري كرة القدم الغربي ‏. فاز فيه بريدجواتر يونايتد.